# Baltazar Taibo
Pas d'image ? Cliquez ici

a Compétitions nationales et continentales officielles uniquement.

b Matchs officiels uniquement.
Dernière mise à jour le 12 mars 2022.
Baltazar Taibo, né le 30 janvier 1997, est un joueur hispano-argentin de rugby à XV qui évolue au poste de demi d'ouverture et d'arrière. 

## Biographie
Baltazar Taibo comme le rugby à l'âge de 4 ans, au sein de la section rugbystique d'un club multisport de Salta, le Club de Gimnasia y Tiro. Il y joue jusqu'à 19 ans, remportant des titres régionaux et nationaux (champion national moins de 16 ans), intégrant la sélection régionale, et étant intégré au programme haute performance de l'UAR.
A 19 ans, il suit un ami qui part en Espagne. Il rejoint le Bathco RC (en) qui évolue en ligue régionale espagnole, le troisième échelon national. Avec son club, il remporte la ligue du Nord dès sa première saison, puis passe deux saisons en División de Honor B. Il remporte le titre en 2019, après une saison où il a principalement évolué à l'arrière. Sur le plan individuel, il brille : il inscrit 17 essais, dont 6 en phases finales, 77 transformations et 30 pénalités. Ses prestations attirent sur lui les regards, et il rejoint le champion d'Espagne en titre, le Valladolid RAC.
Dans son nouveau club, il s'impose vite comme un joueur majeur. Il est titularisé à 11 reprises sur les 17 matchs disputés avant l'interruption du champion par la pandémie de Covid-19. En février 2020, il est convoqué avec l'équipe d'Espagne, étant éligible car ayant passé plus de trois ans sur le territoire espagnol.
En 2020, il prolonge son contrat d'un an avec Valladolid. Il ne souhaite pas s'engager plus longtemps, car il souhaite « aller jouer en France [l'année prochaine] ». Il est de nouveau sélectionné par l'Espagne lors de la tournée de fin d'année 2020 en Uruguay. 
En 2021, il est finalement prolongé avec le VRAC, et est aussi inclus à l'effectif des Castilla y León Iberians.

## Carrière

### En club
- 2016-2019 :  Bathco RC (en)
- Depuis 2019 :  Valladolid RAC

## Palmarès
- Championnat d'Argentine des moins de 16 ans
- Championnat régional du Nord de l'Espagne 2016-2017
- Championnat d'Espagne de rugby à XV de 2e division 2018-2019
- Championnat d'Espagne de rugby à XV 2019-2020, 2020-2021

## Statistiques

### En sélection
| Année | Compétition | Matchs | Points | Essais | Transf. | Drops | Pénal. |
| ----- | ----------- | ------ | ------ | ------ | ------- | ----- | ------ |
| 2020  | REC         | 1      | -      | -      | -       | -     | -      |
| 2020  | Test        | 2      | -      | -      | -       | -     | -      |
| Total | Total       | 3      | -      | -      | -       | -     | -      |